# Marek Garztecki
Marek Garztecki, właśc. Marek Rohr-Garztecki (ur. 8 stycznia 1947 w Rzymie) – polski dyplomata, pracownik naukowy, publicysta, uczestnik polskiego ruchu kontrkulturowego w połowie lat 60. i opozycji antykomunistycznej lat 70. i 80. XX wieku.
Autor pierwszej książki o muzyce rockowej, jaka ukazała się w bloku komunistycznym Rock – Od Presleya do Santany, będącej, chronologicznie, drugą historią tej muzyki jaka ukazała się na świecie. Jeden z pierwszych popularyzatorów muzyki alternatywnej w Polsce w latach 60. i 70. oraz muzyki świata w Wielkiej Brytanii i w Polsce. Wieloletni członek władz naczelnych Polskiej Partii Socjalistycznej.

## Życiorys

### Wykształcenie
Absolwent Wydziału Filozofii i Socjologii Uniwersytetu Warszawskiego. Studia doktoranckie na London School of Economics.

### Działalność dziennikarska
W latach 1969–1981 był prezenterem radiowym i recenzentem publikującym m.in. w czasopismach Jazz, Jazz Forum, tygodnikach Polityka, Przekrój i Literatura oraz magazynach Non Stop i Musicorama. Równolegle publikował też w prasie angielskiej, m.in. w Melody Maker, Sounds i The New Musical Express. Twórca krótkotrwale istniejącego ilustrowanego magazynu muzycznego Rytm, następnie news editor w anglojęzycznej wersji miesięcznika Jazz Forum.
W latach 1982–1989 wydawca i redaktor publikowanego w Londynie biuletynu Solidarność News, przemianowanego najpierw na Voice of Solidarity, a następnie na The Bloc. Jednocześnie publicysta emigracyjnego pisma Dziennik Polski i Dziennik Żołnierza i autor stałej rubryki „Solidarność – z kraju” w jego weekendowym wydaniu. Równolegle publikował w prasie anglojęzycznej, m.in. The Times i The Independent materiały poświęcone sytuacji w Polsce i Europie Wschodniej.
W latach 1986-1988 pracował jako Research Director brytyjskiego oddziału Motivaction Ltd., międzynarodowej firmy badań rynkowych, w 1989–1991 współkierował (wraz z Bogusławem Jankowskim) niezależną agencją East European News Agency, jednocześnie w latach 1990-1992 był konsultantem Joint Assistance Unit (tzw. Know-How Fund) brytyjskiego Ministerstwa Spraw Zagranicznych. W latach 1991–1992 współpracował (jako stringer) z The Times. W latach 1992–1995 był londyńskim korespondentem Rzeczpospolitej i TVP.
Od 1996 do 2002 był specjalnym korespondentem World Link (organu Światowego Forum Ekonomicznego) i jego ekspertem do spraw Afryki. Inne pisma, z którymi w tym okresie współpracował, to m.in. Corporate Location, Management and Technology, (w którym miał własną całostronicową kolumnę), The World Today, Global Investment Manager oraz Jazzwise. W tym ostatnim, obecnie czołowym magazynie jazzowym w Europie, wprowadził tematykę world music, tworząc na jego łamach osobny dział poświęcony tej muzyce.
W latach 2009–2010 pełnił funkcję dyrektora artystycznego warszawskiego Festiwalu Skrzyżowanie Kultur. Był też, w różnych okresach, jurorem szeregu krajowych i międzynarodowych konkursów jazzowych, rockowych i piosenkarskich.
W latach 2002–2003 prowadził autorskie audycje w Radio Jazz. Był dziennikarzem działu „Świat” w redakcji Dziennik Polska-Europa-Świat od momentu powstania tego tytułu aż do listopada 2006. 

### Działalność społeczno-polityczna
W 1966 stworzył pierwszy w Polsce alternatywny klub muzyczny zwany początkowo „Folk and Protest-Song Fan Club”, który po przeniesieniu go do Staromiejskiego Domu Kultury w Warszawie, zostaje przemianowany na „Jajo Pełne Muzyki”. Klub, zwany popularnie „klubem hippisów” odegrał rolę jednego z ognisk tworzącej się w Polsce kontrkultury. Ze środowiska „Jaja” wywodzi się szereg znanych muzyków, np. Zbigniew Hołdys, Dominik (Konrad) Kuta i Milo Kurtis, autorów tekstów jak Bogdan Olewicz, czy dziennikarzy muzycznych, jak Włodzimierz Kleszcz. 
W marcu 1968 brał udział w ruchu protestacyjnym, a w latach 70. wspomagał prasę podziemną i przewoził przez granicę nielegalne (w PRL) materiały. Był wielokrotnie zatrzymywany i przesłuchiwany przez SB. Ogłoszenie stanu wojennego w grudniu 1981 roku, zastało go w Wielkiej Brytanii w trakcie delegacji służbowej. Do kraju mógł powrócić dopiero we wrześniu 1989 roku, ze względu na grożącą karę śmierci, jako rzekomego współpracownika zagranicznych służb wywiadowczych i "zdradę kraju". W Londynie, od 1982 do 1989, kierował stworzonym przez siebie Biurem Informacyjnym NSZZ „Solidarność”, organizując pomoc humanitarną dla rodzin osób represjonowanych w Polsce, wsparcie sprzętowe dla polskiego podziemia i wsparcie polityczne dla niego w krajach anglosaskich. Operację jej rozpracowywania służby PRL opatrzyły kryptonimem "Żmije". Przed wyborami czerwcowymi 1989 roku współtworzył w Londynie Komitet Obywatelski organizując kampanię wyborczą na rzecz kandydatów "Solidarności".
W 1987 wstąpił w Londynie do Polskiej Partii Socjalistycznej, w której został kierownikiem Wydziału Krajowego Centralnego Komitetu Zagranicznego. Był bliskim współpracownikiem Lidii Ciołkoszowej w ostatnich latach jej życia. Po zjednoczeniu emigracyjnej PPS z krajowymi grupami socjalistycznymi, jesienią 1990 został wybrany w skład Rady Naczelnej, a następnie Centralnego Komitetu Wykonawczego (CKW). Był kilkakrotnie wybierany na najwyższe stanowiska partyjne, m.in. przewodniczącego CKW.
Jest członkiem Stowarzyszenia Dziennikarzy Polskich, Stowarzyszenia Wolnego Słowa, Royal Institute for International Affairs (Chatham House), Royal African Society, International Sociological Association, International Institute for Strategic Studies (IISS) i ERGOMAS. .

### Praca naukowa
W latach 1996–1998 pracował jako analityk (Research Associate) w IISS w Londynie. W latach 2004–2016 prowadził zajęcia ze studiów kulturowych i afrykanistyki w Collegium Civitas w Warszawie. Równolegle w latach 2006–2008 był asystentem w Instytucie Studiów Politycznych PAN, gdzie specjalizował się w zagadnieniach związanych z bezpieczeństwem narodowym. Kierownik projektu „Easternisation of the Atlantic Alliance", starszy specjalista w warszawskim Instytucie Badań Edukacyjnych, maj-październik 2023. Prezentował referaty m.in. na: XX Światowym Kongresie ISA w Melbourne 25.06-7.07.2023, Konferencji-Warsztatach w Centrum Nauk Społecznych Bundeswehry w Poczdamie 18.10-20.10.2023, oraz na 17. Konferencji ERGOMAS w Sztokholmie 1.07-7.07.2024. Publikował artykuły o tematyce politologicznej, m.in. w Sprawach Międzynarodowych, The Polish Quarterly of International Affairs i Przeglądzie Politologicznym.
Był gościnnym wykładowcą szeregu uczelni, w tym Brigham Young University, Harvard University, Yale University, Amherst College, Clare College (Cambridge), Trinity College (Dublin) i McGill University (Montreal)..

### Dyplomacja
Ambasador tytularny. W latach 2011–2015 piastował stanowisko ambasadora RP w Angoli, z akredytacją w Gabonie, DR Kongo oraz Wyspach Świętego Tomasza i Książęcej. W latach 2017-2022 Stały Przedstawiciel RP przy UNEP i UN-Habitat w Nairobi. W organizacjach tych sprawował szereg kluczowych funkcji obieralnych. Prowadził 29.04.2022, w siedzibie ONZ w Nowym Jorku, konferencję organizacji 11.Światowego Forum Miejskiego (WUF 11), był też współprzewodniczącym WUF-11. Brał udział w konferencjach Wilton Park w latach 2007, 2008 i 2017.

### Galeria

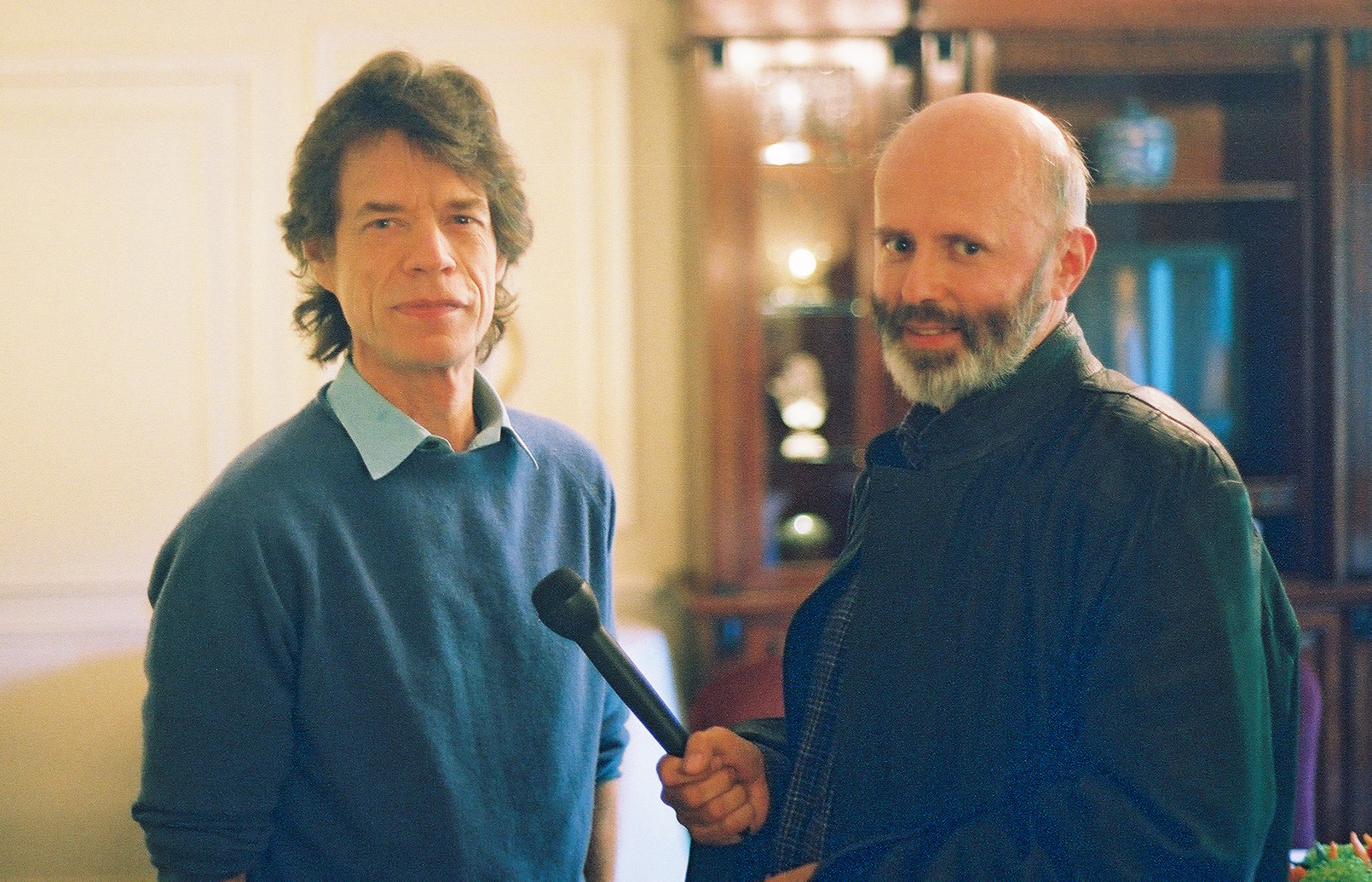
M. Garztecki przeprowadza wywiad z Mickiem Jaggerem, 2001
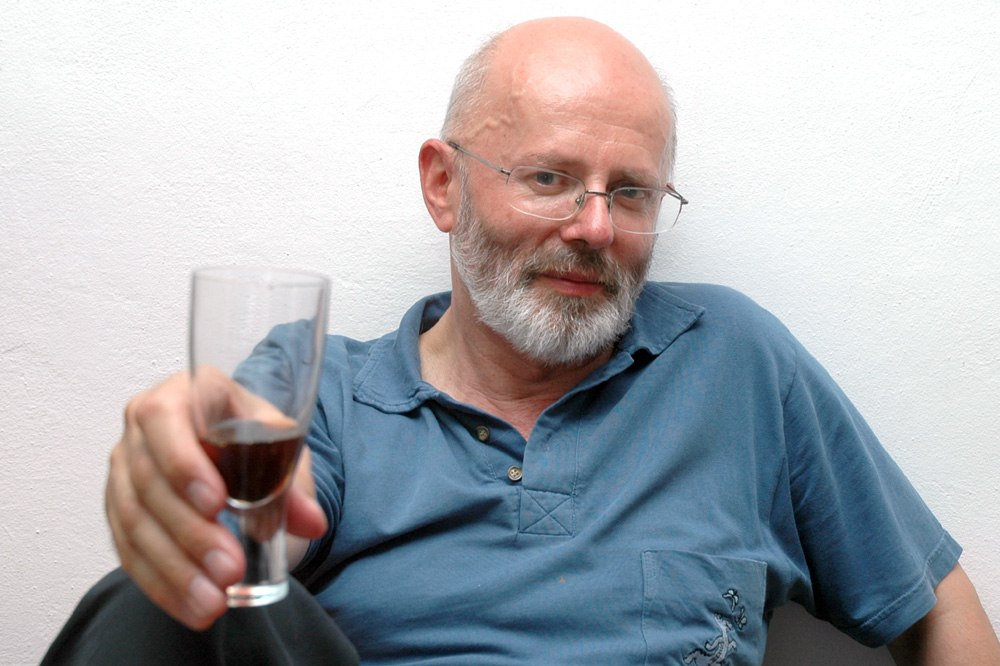
Rok 2006 w Warszawie.
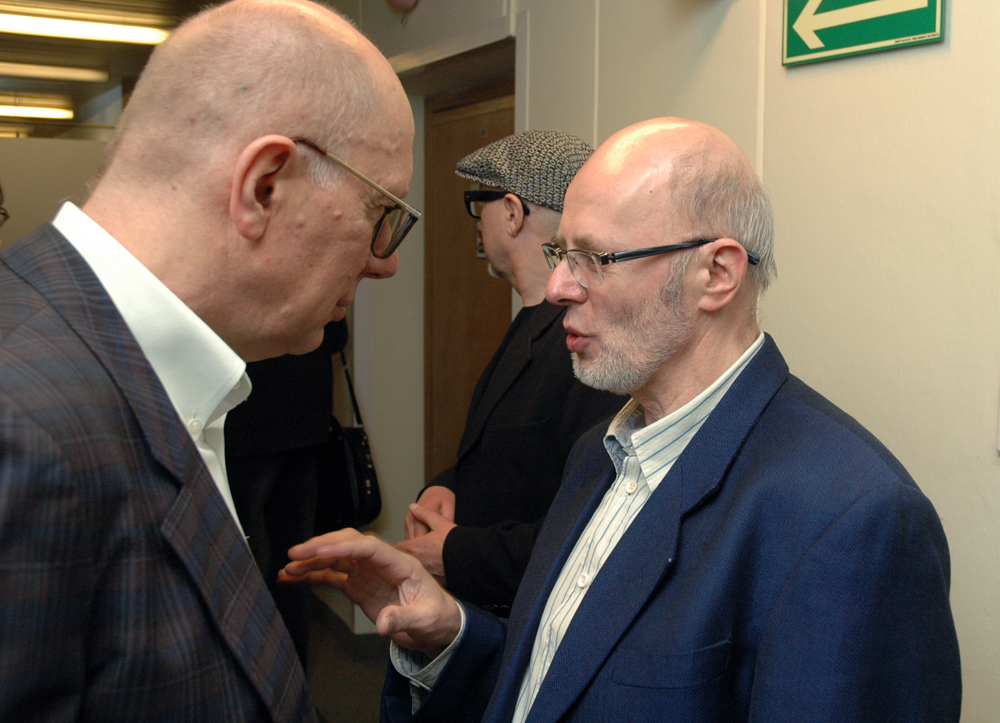
Tomasz Tłuczkiewicz - promotor jazzowy i M. Garztecki, 2009
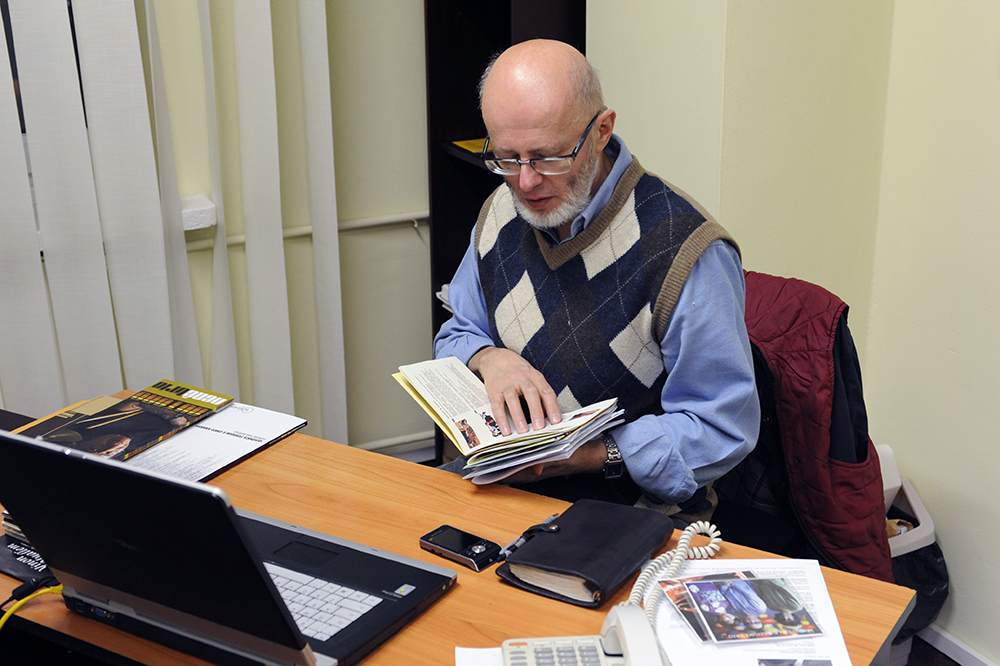
M.Garztecki w biurze Estrady jako Dyrektor Artystyczny Festiwalu Skrzyżowanie Kultur.
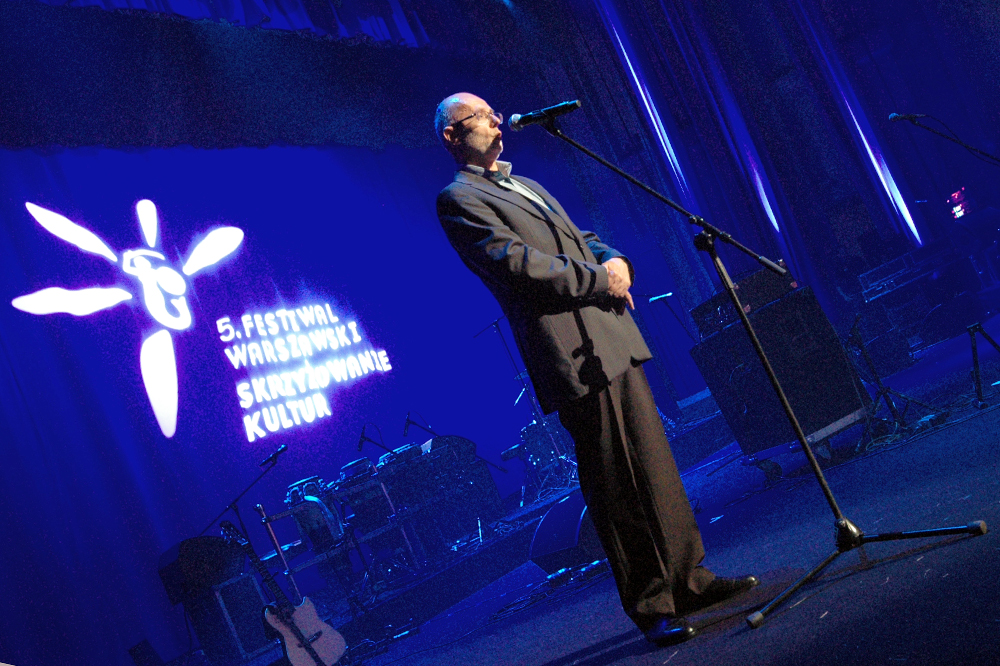
Na scenie w Sali Kongresowej podczas Festiwalu Skrzyżowanie Kultur - wrzesień 2009.
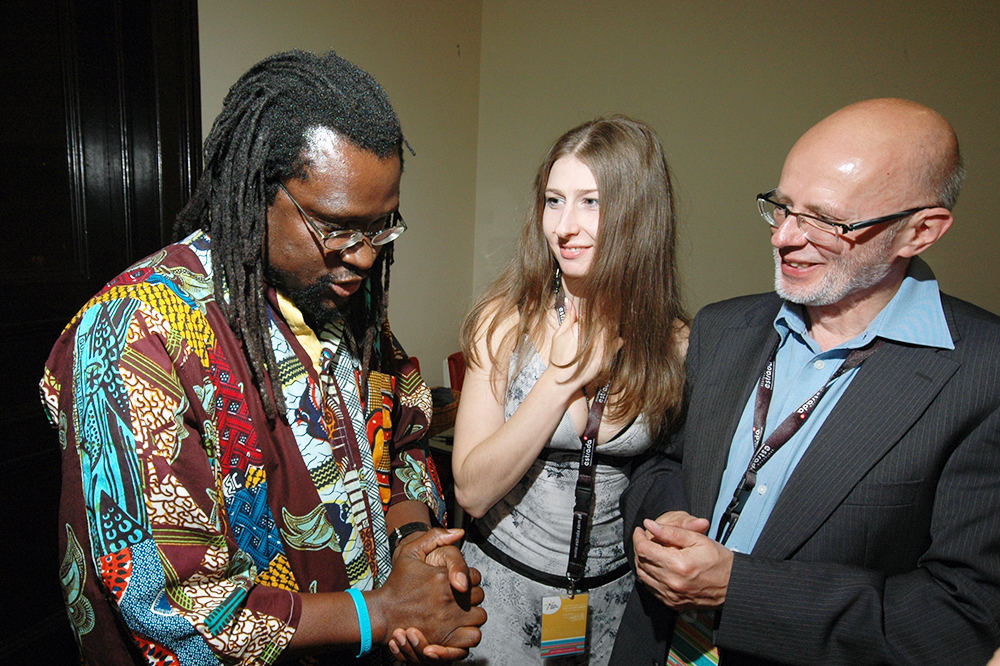
M.Garztecki i senegalski artysta Mamadou Diouf
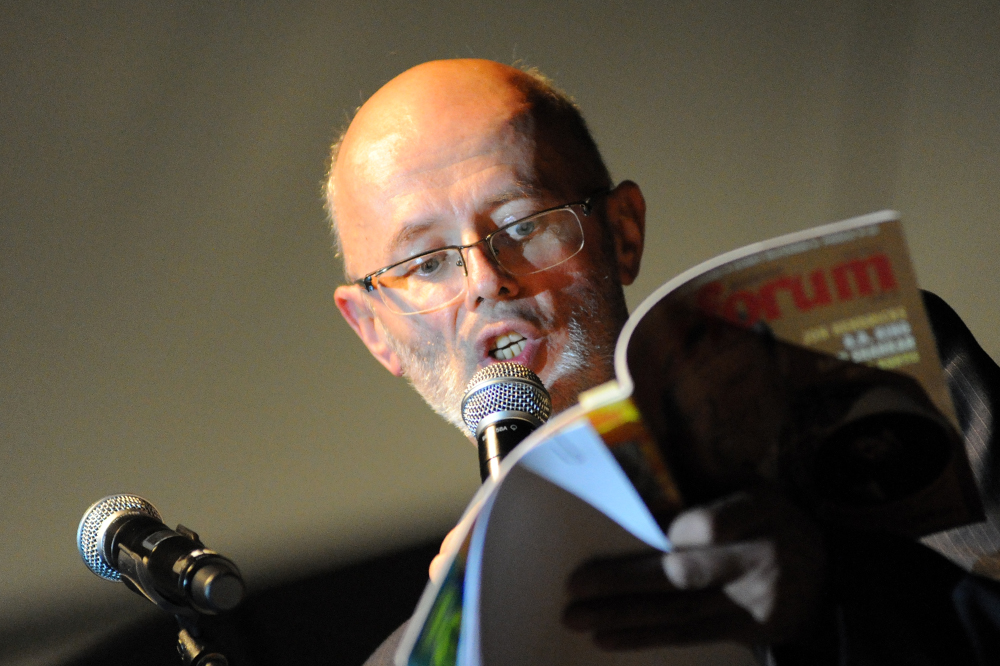
M.Garztecki na scenie cytuje swój artykuł w Jazz Forum przed koncertem.
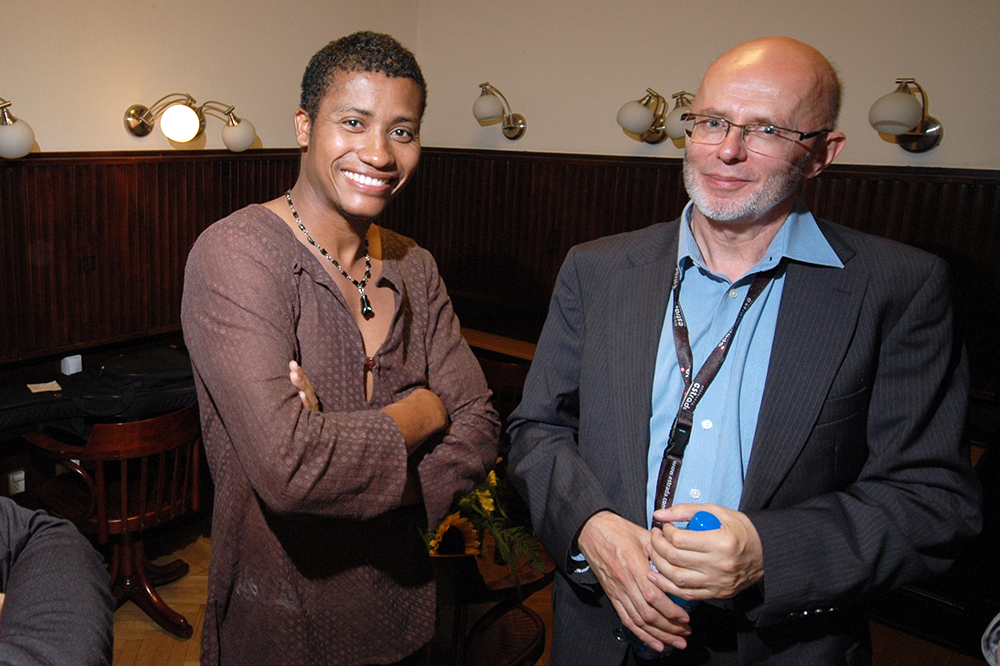
Artysta z Cabo Verde Tcheka w rozmowie z M.Garzteckim.
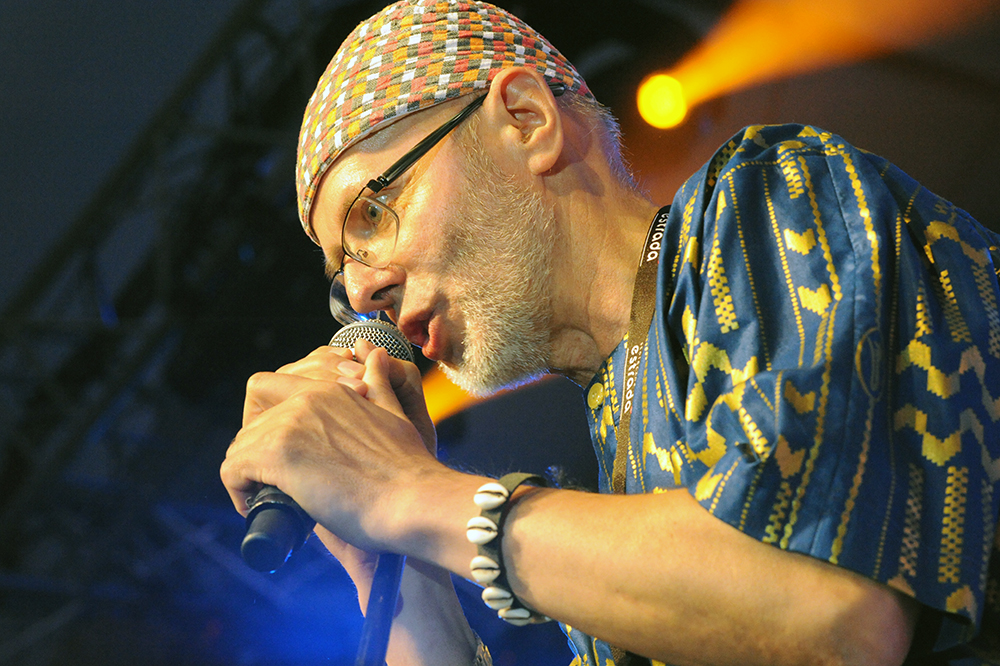
M.Garztecki zapowiada koncert podczas Festiwalu Skrzyżowanie Kultur.

### Publikacje
Wybrane publikacje w języku angielskim:
- The Long Shadow of History: Civilian Control and Military Effectiveness in Poland, rozdział w Aurel Croissant i David Kuehn Reforming Civil-Military Relations in New Democracies, Springer Nature, 2017
- Crouching Tigers Hidden Dragons, The Polish Quarterly of International Affairs, 2017
- Africa South of Sahara 2001, rocznik, współautor, Europa Publishing.
- The Africa Review 1999, Walden Publishing, współautor prowadzący.
- Planning for Consumer Change, współautor, The Henley Centre, listopad 1999.
- Braving the Russian Winter, Corporate Location, marzec 1999.
- Pushing Back Frontiers, World Link, styczeń 1998.
- Don’t Take Central Europe For Granted, World Link, styczeń 1995.
- Poland’s Western Dilemma, The World Today, kwiecień 1994.
- Raporty specjalne dla Światowego Forum Ekonomicznego, obejmujące m.in. takie kraje jak Ghana, Malawi, Mozambik, Polska, RPA, Szwecja, Turcja, Węgry i Zimbabwe.

Wybrane publikacje w języku polskim:
Autor:
- Rock: od Presleya do Santany, PWM, 1977

Współautor:
- Polityka bez strategii, (red. Antoni Kamiński), ISP PAN, 2008.
- Encyklopedia polskiej emigracji i Polonii, (red. Kazimierz Dopierała), Oficyna Wydawnicza Kucharski,  2003-2005.
- Encyklopedia Muzyki, PWN, 1995.

## Życie prywatne
Syn Ewy Urszuli Wilczur-Garzteckiej i Juliusza Garzteckiego. Ma czworo dzieci: synowie: Antoni William, Dylan Alexander i Sean-Paul, oraz córka Karolina (po mężu Shapland).